# Grégory Gendrey
Grégory Gendrey (Basse-Terre, Guadalupe, 10 de julio de 1986) es un futbolista francés que juega como mediocampista en el Solidarité Scolaire de la División de Honor de Guadalupe. Es internacional con la selección de fútbol de Guadalupe.

## Carrera
Gendrey juega como centrocampista ofensivo y extremo izquierdo y comenzó su carrera con Evolucas en la isla de Guadalupe. En 2009, Gendrey firmó un contrato de aficionado con el club profesional Vannes OC, sin embargo, dejó el club en enero de 2010 para unirse a Compiègne . Tras pasar un año en el Compiègne, en el que acumuló más de 30 partidos, Gendrey dejó el club para jugar en el Charleroi-Marchienne de Bélgica.
En enero de 2019, tras seis meses en el Schiltigheim, volvió al US Créteil donde firmó un contrato de seis meses. En julio de 2019 se mudó al Stade Lavallois, firmando un contrato de un año con opción a una extensión si el club ganaba el ascenso.
Al final de su contrato con Laval, Gendret fichó por el SAS Épinal en el Championnat National 2.

### Goles internacionales
Las puntuaciones y los resultados enumeran el recuento de goles de Guadalupe en primer lugar. 
| N.º | Fecha                    | Sede                                                    | Adversario             | Gol  | Resultado | Competencia                                           |
| --- | ------------------------ | ------------------------------------------------------- | ---------------------- | ---- | --------- | ----------------------------------------------------- |
| 1.  | 27 de septiembre de 2008 | Estadio Municipal de Melun, París, Francia              | Nueva Caledonia        | 3 –0 | 4-0       | 2008 Coupe de l'Outre-Mer                             |
| 2.  | 11 de octubre de 2008    | Stade René Serge Nabajoth, Les Abymes, Guadalupe        | Islas Caimán           | 6 –0 | 7–1       | Clasificación Copa del Caribe 2008                    |
| 3.  | 8 de diciembre de 2008   | Parque Jarrett, Bahía Montego, Jamaica                  | Antigua y Barbuda      | 2 –1 | 2–2       | Copa del Caribe 2008                                  |
| 4.  | 22 de octubre de 2010    | Estadio Nacional de Granada, St. George's, Granada      | San Cristóbal y Nieves | 1 –0 | 2-1       | Clasificación Copa del Caribe 2010                    |
| 5.  | 24 de octubre de 2010    | Estadio Nacional de Granada, St. George's, Granada      | Puerto Rico            | 1 –0 | 3–2       | Clasificación Copa del Caribe 2010                    |
| 6.  | 26 de octubre de 2010    | Estadio Nacional de Granada, St. George's, Granada      | Granada                | 2 –0 | 3-0       | Clasificación Copa del Caribe 2010                    |
| 7.  | 3 de diciembre de 2010   | Estadio Pierre-Aliker, Fort-de-France, Martinica        | Cuba                   | 1 –1 | 2-1       | Copa del Caribe 2010                                  |
| 8.  | 11 de septiembre de 2018 | Centro técnico Raymond E. Guishard, The Valley, Anguila | Saint-Martin           | 2 –0 | 3-0       | Clasificación de la Liga de Naciones CONCACAF 2019-20 |
| 9.  | 2 de junio de2022        | Stade René Serge Nabajoth, Les Abymes, Guadalupe        | Cuba                   | 1 –0 | 2-1       | 2022-23 CONCACAF Liga de Naciones B                   |